# Andreas Davidsen
 Der er for få eller ingen kildehenvisninger i denne artikel, hvilket er et problem. Du kan hjælpe ved at angive troværdige kilder til de påstande, som fremføres i artiklen.

Andreas Davidsen (født 10. november 1928, død 12. maj 2023) var en dansk forfatter og præst.
Andreas Davidsen tog sin teologiske kandidateksamen fra Københavns Universitet. Herefter var han adjunkt ved Skive Seminarium et par år. I 1959 blev han ordineret i Årestrup Kirke og fungerede derefter som hjælpepræst ved Skive Kirke og Resen Kirke. Fra 1960 fungerede han ved Skt. Marie Kirke i Sønderborg, først som residenskapellan, og fra 1972 som sognepræst. Her var han til 1994, hvor han gik på pension.
Andreas Davidsen var kendt i en bredere offentlighed for sit forfatterskab, her især hans studiebøger om de nytestamentlige skrifter og hans bøger om apostlen Paulus. Derudover var han også en flittig foredragsholder.
Kilde: Kristeligt Dagblad, d. 10. november, 2003.